# ミシェル・ペイヴァー
ミシェル・ペイヴァー (Michelle Paver, 1960年 - ) は、イギリスの小説家。日本では、農耕以前の石器時代を舞台にした全6巻から成るクロニクル千古の闇シリーズが評論社からさくまゆみこ訳で出版されている。

## 経歴
1960年にアフリカ南東部のニヤサランド（現マラウイ）で生まれる。母親はベルギー人で、南アフリカ共和国人の父親は Nyasaland Times という小さな新聞社を経営していた。3歳の時にイギリスに移り住んだ。ロンドンのウィンブルドンで育ち、レディ・マーガレット・ホール (Lady Margaret Hall) で教育を受けた。オックスフォード大学で生化学で専攻した後に、第1級学位を取得した。シティ法律事務所のパートナーになる。1996年に父親が亡くなったことで1年間のサバティカル（その間フランスとアメリカ州を旅した）を取ることを思い立ち、処女作である Without Charity を執筆した。帰国後、すぐに弁護士活動を引退して、執筆活動に専念している。

## 作品
- Without Charity
- The Shadow Catcher
- 2001年 A Place in the Hills
- Daughters of Eden trilogy
2003年 The Shadow Catcher'
2004年 Fever Hill
2005年 The Serpent's Tooth
- 『クロニクル千古の闇』 Chronicles of Ancient Darkness
2004年 『オオカミ族の少年』 Wolf Brother
2005年 『生霊わたり』 Spirit Walker
2006年 『魂食らい』 Soul Eater
2007年 『追放されしもの』 Outcast
2008年 『復讐の誓い』Oath Breaker
2009年 『決戦の時』Ghost Hunter

クロニクル千古の闇シリーズは全6巻から成り、第5巻 Oath Breaker と第6巻 Ghost Hunter はそれぞれ2008年と2009年に発表された。